# Slovensko rodoslovno društvo
Slovensko rodoslovno društvo je prostovoljno, samostojno nepridobitno združenje fizičnih oseb, ki so ljubitelji in raziskovalci na področju rodoslovja ali so kako drugače pri svojem delu povezani s tem področjem. Društvo je bilo ustanovljeno marca 1995; predhodno pa je  že dve leti delovalo v obliki krožka. Do sedaj je bilo v društvo včlanjenih preko 500 rodoslovcev iz območja celotne Slovenije.

## Dejavnosti društva
Društvo organizira redna mesečna srečanja, predavanja, predstavitve, tečaje, razstave, kongrese, na temo rodoslovnega izobraževanja. Poleg tega pa se ukvarjajo tudi z digitalizacijo arhivskega gradiva. Sodelujejo tudi s sorodnimi društvi in organizacijami v tujini. Društvo že od svojega nastanka izdaja društveni časopis z naslovom Drevesa.
Društvo moderira tudi dopisni listi preko katere si člani in nečlani izmenjujejo rodoslovne informacije.
Znotraj društva so nastali tudi rodoslovni standardi in priporočila za Slovenijo.

## Predsedniki društva
- Peter Hawlina (1995-2019)
- Matej Hohkraut (od 2019)[6][7]